# Guvernementet Grodno
Grodno var ett guvernement i västra delen av Kejsardömet Ryssland åren 1795–1915. Det var begränsat i norr av guvernementet Vilna, i öster av Minsk, i söder av Volynien och i väster och nordväst av Polen.
1906 hade guvernementet en yta på 38 580 km2 och 1 826 600 invånare,
47 invånare på 1 km2, därav 54 procent vitryssar, något över 20 procent polacker
(huvudsakligen i sydväst) samt omkring 19
procent judar. Litauer och tatarer räknade vardera några tusen. Guvernementet räknades till Judiska bosättningsområdet i Kejsardömet Ryssland.
Tvärs igenom guvernementet gick en högslätt av 300 meters höjd, vilken bildade skillnaden mellan Östersjöns och Svarta havets vattensystem. Till Östersjön flöt Njemen, Västra Bug och Narev, till Svarta havet
Jazolda (genom Oginskij-kanalen förenad med
Njemen) och Pina (genom Dnjepr-Bug-kanalen sammanbunden med Weichsel), båda tillflöden till Pripet.
Jorden utgjordes av alluvium och var tämligen bördig, med undantag av några sträckor
(vid Njemen och de andra floderna), som led av
flygsand. I s. finnas stora kärrtrakter, som kunna passeras endast genom kanaler.
Omkring 20 procent av hela arealen utgjordes av skog; största skogen är Bialowiezaskogen. Stor ylleindustri (den största näst guvernementet Moskvas),
många tobaksfabriker och garverier, export av trävaror, spannmål, lin, hampa och ull.
Guvernementet var indelat i nio distrikt (ujezd): Belostok, Bielsk, Brest-Litovsk, Grodno, Kobrin, Pruzjany, Slonim, Sokolka och Volkovysk.
Det hörde till
1795 till Polen och återgick till Polen 1918. Idag delas guvernementets territorium mellan Polen och Vitryssland.
- Wikimedia Commons har media som rör Guvernementet Grodno.